# Pizza Hut
Pizza Hut – jedna z największych sieci restauracyjnych typu casual dining na świecie. Właścicielem marki Pizza Hut jest Yum! Brands, Inc. z siedzibą w Dallas, w stanie Teksas, w Stanach Zjednoczonych.

## Działalność
Pierwsza restauracja została otwarta w 1958 roku w Wichita, w stanie Kansas, w Stanach Zjednoczonych przez Dana i Franka Carneyów. W ciągu kolejnego roku uruchomiono pierwszą placówkę na zasadach franczyzy. Pierwsza restauracja Pizza Hut poza USA została otwarta w Kanadzie w 1968 roku. W tym samym roku Czerwony Dach stał się znakiem restauracji.
W 1971 r. Pizza Hut została siecią pizzerii numer jeden na świecie zarówno pod względem sprzedaży, jak i liczby restauracji, a rok później zadebiutowała na Nowojorskiej Giełdzie Papierów Wartościowych (sieć miała wtedy 314 restauracji).
W 1977 r. Pizza Hut została zakupiona przez PepsiCo, który później kupił także KFC i Taco Bell. W 1997 r. te trzy restauracje zostały odłączone od tej firmy tworząc Tricon. W 2002 do Tricon dołączyły dwie restauracje Long John Silver’s oraz A&W Restaurants i powstała firma Yum! Brands.
Restauracje Pizza Hut na świecie różnią się między sobą – są restauracje z salą kelnerską, obsługujące głównie dostawę do domu i zakup na wynos, a także sprzedające pizzę w kawałkach.

## Produkty
W lokalach Pizzy Hut oprócz pizzy serwuje się również makarony, calzoni, tortille, sałatki, przystawki, desery oraz różnego rodzaju napoje.
Pizza dostępna jest na grubym cieście Pan, delikatnym w środku i wyrośniętym na brzegach cieście tradycyjnym, bardzo cienkim Tuscani. Pizza dostępna jest również na cieście tradycyjnym z serem w brzegach.
Dostępne są 4 rodzaje makaronów: penne, tagliatelle, spaghetti i farfalle, oraz różne rodzaje sosów: pomidorowe, bolońskie, beszamelowe, pesto oraz funghi. W wielu lokalach dostępne są płatne bary sałatkowe.

## Pizza Hut w Polsce
Franczyzobiorcą sieci i właścicielem restauracji Pizza Hut w Polsce jest AmRest Holdings SE.
Pierwsza restauracja Pizza Hut w Polsce została otwarta w roku 1992 w warszawskim Hotelu Marriott. Lokal należał do Yum! Brands.
Pierwsza restauracja Pizza Hut należąca do TriCon Restaurants została otwarta w roku 1993 na wrocławskim rynku. W grudniu 2019 w Polsce działało ponad 150 restauracji Pizza Hut. Od grudnia 2019 Amrest oferuje też możliwość kupna franczyzy Pizza Hut w Polsce.